# Via Sistina

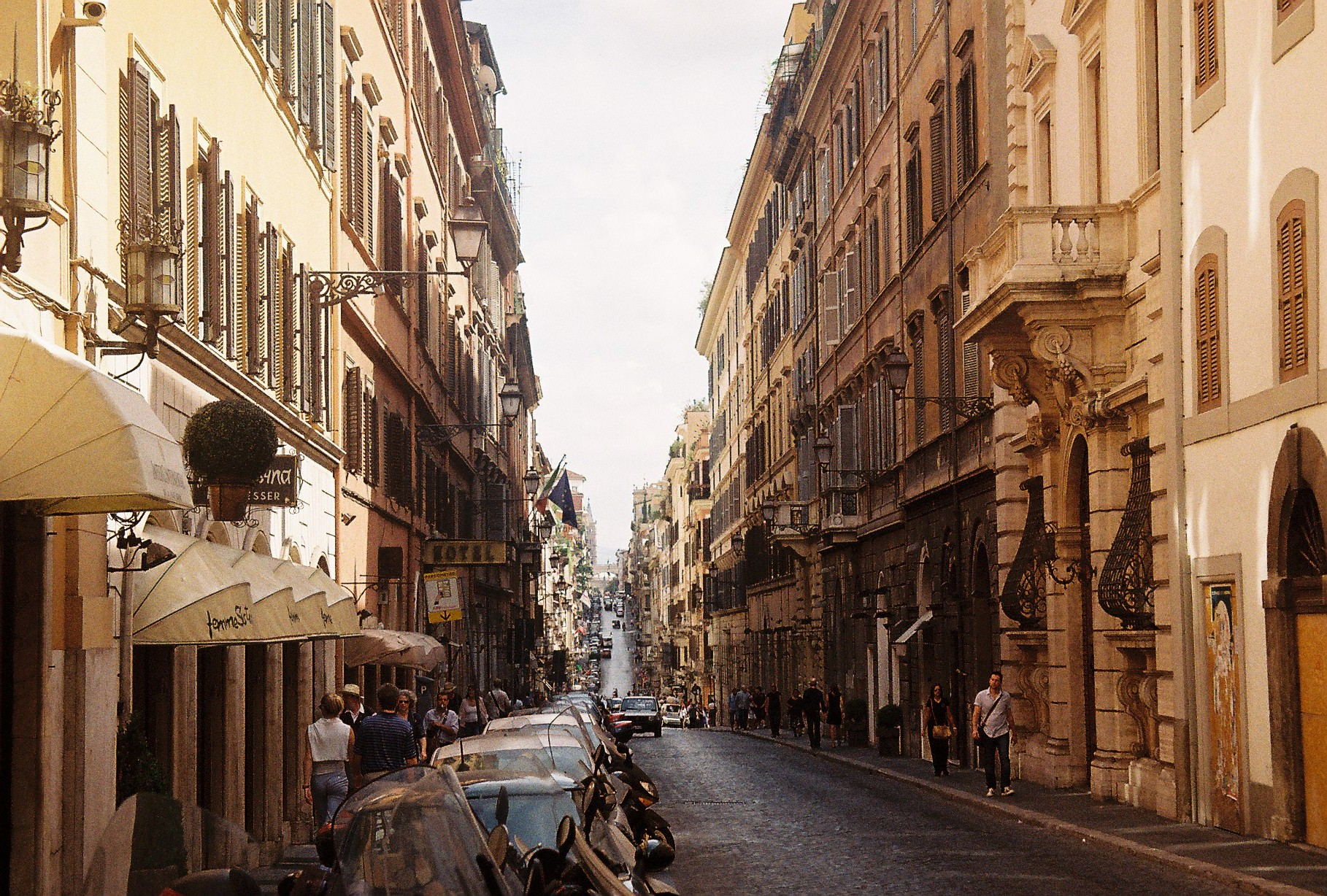
Via Sistina

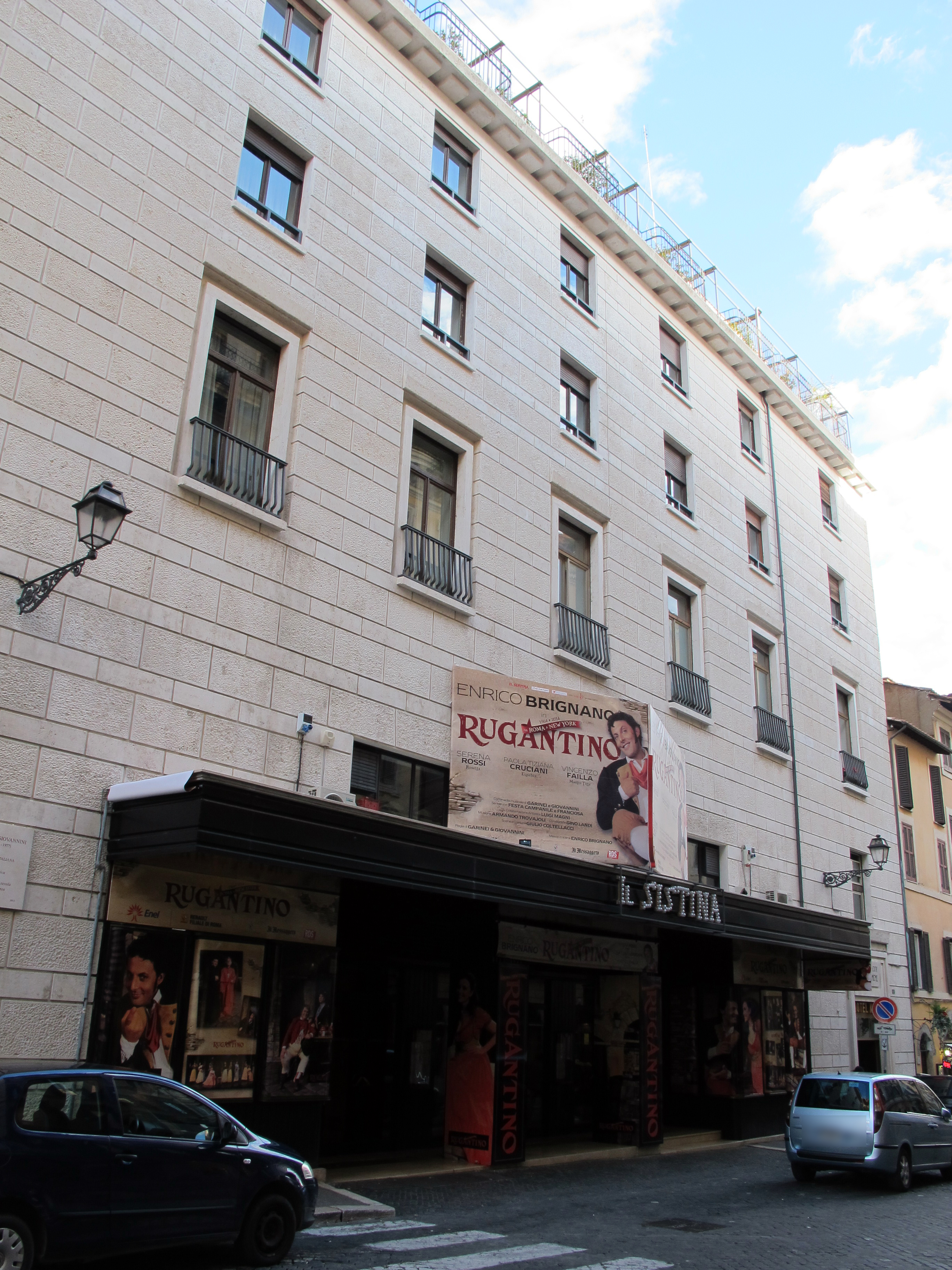
Teatro Sistina

Via Sistina é uma rua no centro de Roma que liga a Piazza Trinità dei Monti à Piazza Barberini. Iniciando nas Escadarias da Praça da Espanha, a rua é parte do rione Campo Marzio até o cruzamento com a Via Francesco Crispi e do rione Colonna daí em diante.
Esta longa rua retilínea, que chega a dois quilômetros de comprimento, foi dividida no século XVIII e ganhou dois nomes diferentes: da Piazza Esquilino começa como Via Agostino Depretis, que costeia o Viminal e chega até a moderna Via Nazionale. Daí em diante continua como Via delle Quattro Fontane e somente o último trecho, já perto das Escadarias, é que permanece com o nome de Via Sistina.

## História
A rua foi encomendada pelo papa Sisto V ao arquiteto Domenico Fontana no final do século XVI com o objetivo de ligar o monte Pinciano à basílica Santa Croce in Gerusalemme, passando por Santa Maria Maggiore e pelas colinas de Roma até a região montanhosa a leste do centro.
Era chamada de Via Felice em homenagem ao papa, cujo nome era Felice Peretti, que mandou construir na nova via, no fundo da abside de Santa Maria Maggiore, o Obelisco Esquilino, um dos dois retirados do Mausoléu de Augusto. Foi o papa também que ordenou a reurbanização da área, isentando de impostos e concedendo privilégios aos que construíssem ao longo da nova via.

## Monumentos
Nesta via estão diversos monumentos importantes de Roma:

### Via Sistina
- Palazzetto Stroganoff (séc. XIX)
- Palazzo Perucchi (séc. XVII)
- Palazzo Dotti (séc. XVIII)
- Santi Ildefonso e Tommaso da Villanova (séc. XVII)
- Teatro Sistina (séc. XX)

### Via delle Quattro Fontane
- Palazzo Barberini
- Sant'Andrea degli Scozzesi
- Santa Maria Annunziata
- Santa Teresa
- San Dionigi
- Quattro Fontane